# 半田健人
半田 健人（はんだ けんと、1984年〈昭和59年〉6月4日 - ）は、日本の俳優、作曲家、タレント、歌手、コラムニスト。兵庫県出身。以前はウッドオフィスに所属していた。現在の業務提携はぐあんばーる。愛称はけんけんと。

## 来歴
2001年、ジュノン・スーパーボーイ・コンテストの最終選考会出場者（ファイナリスト）に選ばれたことをきっかけに芸能界入りした。
2002年、『ごくせん』 第5話のゲスト出演でドラマデビュー。下記の『555』で共演する生徒役の泉政行と対面はないが共演。
2003年、平成仮面ライダーシリーズ『仮面ライダー555』の乾 巧（いぬい たくみ） / 仮面ライダーファイズ役で初主演を飾る。『史上最年少のイケメンライダー』（当時）として知名度を上げた。
2004年、『タモリ倶楽部』への出演を機に、高層ビル好きであることが知られるようになる。その後、同番組や、バラエティ番組などへの出演を通じ、鉄道、昭和歌謡といったジャンルへの造詣の深さも、徐々に明らかになっていった。
2008年4月、作曲家の林哲司と共に、ラジオ番組『林哲司&半田健人 昭和音楽堂』のパーソナリティを担当。同年にスーパー戦隊シリーズの『炎神戦隊ゴーオンジャー』の映画作品に主要人物としてゲスト出演し、テレビシリーズにも出演した。
2014年3月29日公開の『平成ライダー対昭和ライダー 仮面ライダー大戦 feat.スーパー戦隊』において10年ぶりに乾巧を演じる。なお、この時の撮影では久しぶりの変身シーンに挑むも失敗してしまう姿がメイキングに収録されている。また、翌年2015年3月21日公開の『スーパーヒーロー大戦GP 仮面ライダー3号』において再び乾巧を演じたほか、ライダーマンの声も担当した。
2014年5月28日、オリジナル・アルバム『せんちめんたる』をリリース。
2015年、田中清司・Jun DogGodとユニット「Rose Cult（ローズ・カルト）」を結成、6月4日にdues新宿にて「ROSE-CULTの誕生」と題して生演奏を行った。
2016年10月26日、初のメジャーデビューシングル「十年ロマンス」をビクターよりリリース。
2017年11月1日、全曲宅録（自宅録音）による自身の楽曲（一部既存曲）で構成されたアルバム、「HOME MADE」をビクターエンタテインメントよりリリースした。

## 人物
- 趣味は高層ビル鑑賞・レコード収集（主に60〜70年代歌謡曲）。特技は楽器演奏・絵画・サッカー・ものまね[2]。
- 尊敬するボーカリストは尾崎紀世彦。雑誌「団塊パンチ 5号」（飛鳥新社）誌上にて尾崎との対談が実現した際、半田は持参した全アルバムを傍らに置き、尾崎さえも忘れていたアルバム収録曲をも引っ張り出してきて語った[10]。
- 昭和の名曲を後世に伝えたいという思いから「歌謡見聞録」と銘打ったライブを渋谷のクロコダイルで2006年8月から月に1度のペースで開催[11]。また、亡くなった阿久悠を偲び2007年12月22日に「時代に生きた歌たち〜All song for 悠〜」と銘打った阿久悠追悼ライブを新橋のSOMEDAYで開催[12]。
- 2009年4月20日、JTB時刻表1000号を記念して、時刻表親善大使に任命され、鉄道博物館で開かれた「JTB時刻表」1000号記念トークショーに参加。印象的な時刻表について聞かれると、「ヨンサントオと呼ばれた昭和43年のダイヤ改正号でしょうね」と答えた[13]。
- 昭和歌謡の他に、ヘヴィメタルや浜崎あゆみも好きだという[14]。
- 2017年9月20日（空の日）に高層建築好きの立場から高層タワーの楽しみ方として「東京スカイツリー」の魅力について解説した[15]。
- グループ・サウンズ（GS）の愛好家であり、ライブストリーミング・チャンネルDOMMUNEの番組「半田健人のGS!GS!GS!」（2021年7月16日開始）でレギュラーを務める。第1回は「グループ・サウンズと昭和四十三年を語る」というテーマでサミー前田とトークを繰り広げ、ゲスト出演したパープル・シャドウズの今井久と「小さなスナック」を演奏した[16]。

### 『仮面ライダー555』関連
- 『仮面ライダー555』で主役を務めることになったものの、幼いころから特撮ヒーローものを一切観たことが無かったため、『555』の出演が決まった時は模範もなく、「どういう気持ちでヒーローを演じるか悩んだ」とのこと。オーディションに合格後、クランクイン前にパイロット監督である田﨑竜太に「先代の藤岡（弘）さん世代のライダーシリーズを観たほうがいいんですか?」と質問したところ「観るんだったら終わってから観て」「あえて観ないでくれ」と言われ、「変な先入観なく、全く新しいものを作りたいんだな」という意思が伝わってきたという[17]。
- オーディションの時、プロデューサーの白倉伸一郎から「今の髪型、巧のイメージにピッタリだから変えないでね」と指示されたが、半年足らずで勝手に変えてしまった。しかしプロデューサー達からは怒られることもなく、同じくプロデューサーの武部直美に至っては「あら、似合ってるじゃない」と褒められ安心したものの、やや複雑な気持ちだったという[18]。
- 番組出演時、まだ未成年だったため食事会や飲み会に参加した際はソフトドリンクを飲んでいた。そのためよくキャストやスタッフたちから「健人は付き合いが悪い」と、からかい半分の冗談を言われていたという。共演者の芳賀優里亜、溝呂木賢、泉政行、我謝レイラニ、唐橋充、村上幸平、山崎潤、栗原瞳らで「555会」なる集まり結成し、放送終了後も交流を持っているという[19]。また、2015年に35歳で死去した泉政行に対してはラジオで追悼のコメントを出している。

## 出演

### テレビドラマ
- ごくせん 第5話（2002年5月15日、日本テレビ系） - 神宮寺高校の生徒 役
- 恋とおしゃれと男のコ（2002年12月7日、BS-i） - ノボル 役
- 仮面ライダーシリーズ（テレビ朝日系）
  - 仮面ライダー555（2003年1月26日 - 2004年1月18日） - 主演・乾巧 役
  - 仮面ライダージオウ EP05・EP06（2018年9月30日・10月7日） - 乾巧 役（友情出演）[20]
- 新・科捜研の女（2004年4月15日 - 6月10日、テレビ朝日系） - 杉内亮 役
- 愛のソレア 第1話 - 第18話（2004年9月27日 - 10月21日、東海テレビ・フジテレビ系） - 田所洋一 役
- 愛の劇場『正しい恋愛のススメ』（2005年9月5日 - 10月14日、TBS系） - 護国寺洸 役
- 花より男子 第4話・第5話（2005年10月11日・18日、TBS系） - リュウジ 役
- 戦国自衛隊・関ヶ原の戦い 第一部（2006年1月31日、日本テレビ系） - 黒木昌哉 役
- 土曜ワイド劇場（テレビ朝日系）
  - 『さくら署の女たち』（2006年9月9日） - 間島圭介 役
  - おとり捜査官・北見志穂シリーズ - 三上勉 役
    - 『おとり捜査官・北見志穂11』（2006年12月2日）
    - 『おとり捜査官・北見志穂12』（2007年8月4日）
    - 『おとり捜査官・北見志穂13』（2008年12月13日）
    - 『おとり捜査官・北見志穂14』（2010年8月7日）
    - 『おとり捜査官・北見志穂15』（2011年4月9日）
    - 『おとり捜査官・北見志穂16』（2012年6月9日）
    - 『おとり捜査官・北見志穂18』（2014年4月5日）
    - 『新・おとり捜査官19』（2015年9月12日）
    - 『おとり捜査官20』（2017年7月6日）

  - 『法医学教室の事件ファイル25』（2007年10月13日） - 渡辺秋男 役
  - 『西村京太郎トラベルミステリー63 長野新幹線〜飯山線 湯けむり殺人ルート!』（2015年1月10日） - 青木徹 役
  - 『法医学教室の事件ファイル42』（2016年9月10日） - 村松雅也 役
- 水曜ミステリー9（テレビ東京系）
  - 女かけこみ寺 刑事・大石水穂シリーズ - 才賀駿介 役
    - 『女かけこみ寺 刑事・大石水穂』（2008年1月9日）
    - 『女かけこみ寺 刑事・大石水穂2』（2009年7月15日）

  - 『金沢のコロンボ2』（2015年5月20日） - 矢島正人 役
- 赤川次郎ミステリー 4姉妹探偵団 最終話（2008年3月14日、ABCテレビ・テレビ朝日系） - 宮田孝一 役
- 7人の女弁護士 第1話（2008年4月10日、テレビ朝日系） - 須藤健一 役
- 炎神戦隊ゴーオンジャー GP-40（2008年11月23日、テレビ朝日系） - 青年 / 烈鷹 役
- 中学生日記（2010年12月11日・18日、NHK Eテレ） - 浅間考太郎 役
- 金曜プレステージ（フジテレビ系）
  - 『死の三角地点〜奥会津隠れ里伝説殺人事件〜』（2011年7月15日） - 冬木徹也 役
- そこをなんとか2 第5話（2014年8月31日、NHK BSプレミアム） - 日下秀彦 役
- 鴨川食堂 第1話（2016年1月10日、NHK BSプレミアム） - 伊達久彦 役
- 明治維新150年スペシャル 決戦!鳥羽伏見の戦い 日本の未来を決めた7日間（2017年12月30日、NHK BSプレミアム） - 徳川慶喜 役
- 約束のステージ 〜時を駆けるふたりの歌〜（2019年2月22日、読売テレビ・日本テレビ系） - 折橋知治 役[21][22]
- 歴史探偵「渋沢栄一inパリ万博」（2021年5月26日、NHK総合） - 徳川慶喜 役
- 歴史探偵「謎の将軍 徳川慶喜」（2021年6月16日、NHK総合） - 徳川慶喜 役

### バラエティ番組など
- タモリ倶楽部（テレビ朝日）
- お助けマンマミーア!（2006年、中京テレビ） - 準レギュラーコメンテーター
- シネマの扉（2006年4月 - 2007年3月、NHK-BS2） - MC
- ランチタイム ナビゲーション MIDTOWN TV（2007年3月 - 7月、GyaO） - MC
- くちコミ☆ジョニー!（2007年10月1日 - 2008年3月24日、日本テレビ） - 月曜レギュラー
- おもいッきりイイ!!テレビ（2007年10月1日 - 2008年3月27日、日本テレビ） - 木曜レギュラー / 美肌泉隊SPAレンジャー
- モバタレGREAT（2008年4月 - 9月、日本テレビ） - レギュラー
- さんまのSUPERからくりTV（2008年5月4日 - 、TBS） - 小倉優子音楽隊 / サザエオールスターズのベース担当
- ごきげんライフスタイル よ〜いドン!（2008年7月 - 2013年5月、関西テレビ） - 火曜レギュラー / 懐メロ紅白歌合戦
- 全国一斉!日本人テスト（2008年10月 - 2009年9月、フジテレビ） - レギュラー
- 天才てれびくんMAX（2009年3月30日 - 8月、NHK教育） - レギュラー
- 情報プレゼンター とくダネ!（2009年3月30日 - 8月、フジテレビ）月曜日コーナー / ニュースの賢者たち - レギュラー
- おもいッきりDON!（2009年4月3日 - 9月、日本テレビ）金曜日コーナー / 半田健人のDODONPA昭和名曲探訪 - レギュラー
- 週刊!健康カレンダー カラダのキモチ（2009年4月19日 - 、中部日本放送制作・TBS系列） - プレゼンター（準レギュラー）
- 日本怪談百物語（2009年8月15日、NHK） - 語り手
- MusicBirth+（2009年10月2日 - 、TBS） - MC
- ザ・逆流リサーチャーズ（2009年10月12日 - 2010年3月22日、テレビ東京） - レギュラー
- 逆流!シラベルトラベル（2010年4月19日 - 2010年8月30日、テレビ東京） - レギュラー
- J-POP青春の'80（2012年4月 - 9月、NHK BSプレミアム） - 「半田健人のJ-POP講座」コーナー担当
- おちゃのこ Sai Sai[23]（2013年2月 - 2015年9月、J:COMチャンネル関西エリア） - 火曜レギュラー
- 昭和偉人伝（2014年6月4日、BS朝日）
- 中川翔子のマニア★まにある（2016年10月15日・2017年3月11日、BS日テレ） - ゲスト出演
- 歌え!昭和のベストテン（2016年11月19日 - 、BS日テレ） - 「歌ウマ軍団」の一員として準レギュラー
- チコちゃんに叱られる!（2023年1月6日、NHK） - 「鼻水マン」としてゲスト出演
- 名曲探訪（2025年4月23日 - 、ミュージック・エア） - MC[24][25]

### 映画
- 仮面ライダーシリーズ（東映）
  - 劇場版 仮面ライダー555 パラダイス・ロスト（2003年8月16日） - 主演・乾巧 役
  - 平成ライダー対昭和ライダー 仮面ライダー大戦 feat.スーパー戦隊（2014年3月29日） - 乾巧 役
  - スーパーヒーロー大戦GP 仮面ライダー3号（2015年3月21日） - 乾巧 / 仮面ライダーファイズ 役
- ほんとうにあった怖い話 怨霊 第1話「深夜の警備員」（2004年3月27日、パル企画） - 神野圭一 役
- D.P（2004年8月7日、ケイエスエス） - 主演・シドウ 役
- 2番目の彼女（2004年11月27日、内外出版社） - 未来からきた男 役
- Tokyo Tower（2005年1月15日、東宝） - 橋本 役（友情出演）
- 炎神戦隊ゴーオンジャー BUNBUN!BANBAN!劇場BANG!!（2008年8月9日、東映） - 烈鷹 役
- フラレラ「Episode 1：19歳設定」（2010年12月1日、ビジュアルボイス） - 故牟田ワタル 役
- 武蔵 -むさし-（2019年5月25日、アークエンタテインメント） - 長岡興長 役
- 電エースカオス（2023年12月22日、エクストリーム）[26]

### オリジナルビデオ
- 仮面ライダー555 ハイパーバトルビデオ（2003年、小学館） - 主演・乾巧 役
  - 仮面ライダー555 20th パラダイス・リゲインド（2024年、東映ビデオ） - 主演・乾巧  / 仮面ライダーファイズ / ウルフオルフェノク 役[27][28]
- 平成16年度 人権教育啓発映画「ステップ!」（2004年、大阪府教育委員会） - 田中良太 役[29]
- ドリフト3 鷹（2007年4月4日、ジェネオン エンタテインメント） - 主演・中島鷹夫 役
  - ドリフト4 隼（2007年4月25日、ジェネオン エンタテインメント） - 中島鷹夫 役
- 電エースQ（2022年6月29日、リバートップ） - 猫井宅人 役（特別出演）

### Webドラマ
- dビデオスペシャル 仮面ライダー4号（2015年3月28日・4月4日、dTV） - 乾巧 / 仮面ライダーファイズ 役
- 仮面ライダージオウ 補完計画 6.5話（2018年10月7日、東映特撮ファンクラブ） - 乾巧 役
- グッドモーニング、眠れる獅子2（2023年4月12日、Lemino・ひかりTV） - 蜂矢スグル 役[30]
- 仮面ライダー555殺人事件（2024年1月28日・5月5日、東映特撮ファンクラブ） - 乾巧 役[31]

### 舞台
- ミュージカル『ふしぎ少女探偵 キャラ&メル』（2005年3月18日 - 27日、横浜BLITZ / 3月30日 - 4月10日、サンシャイン劇場） - 桜木伊音 役
- 現代能楽集III「鵺 / NUE」（2006年11月3日 - 19日、シアタートラム） - 若い俳優 役
- 音楽朗読劇「ヘブンズ・レコード〜青空篇〜」第2話（2018年10月10日 - 12日、有楽町よみうりホール / 10月18日 - 21日、神戸新聞 松方ホール）[32]

### MV
- dream「この夏が終わる前に」（2005年7月27日）
- TЯicKY「秘密の待ち合わせ〜ワタシノクロニクル〜」（2024年3月12日）[33]

### インターネット配信
- 半田倶楽部（2015年4月24日 - 2017年7月23日、ニコニコ動画）[34]
- 半田健人presents「歌のビックターイム」（2017年04月29日 - ）
- 半田健人のGS!GS!GS!（2021年7月16日 - DOMMUNE）[16]

### CM
- バンダイ「仮面ライダー555 変身シリーズ」（2003年）
- ヤマザキナビスコ「リッツ」（2004年）

### ラジオ
- 林哲司&半田健人 昭和音楽堂（2008年4月6日 - 、静岡放送） - メインパーソナリティ
- 半田健人の昭和歌謡大全集（2007年4月2日 - 、USEN I-40「昭和ちゃんねる」） - 月曜パーソナリティ
- Kakiiin（2008年9月30日 - 2009年3月31日、TBSラジオ） - Kakiiin Selectコーナー火曜日担当
- 半田健人のオールナイトニッポン（2009年1月10日 - 10月3日、ニッポン放送）
- TOKYO FMホリデースペシャル IMATSUBO X（2009年9月23日、TOKYO FM） - メインパーソナリティ
- 上柳昌彦 ごごばん!（ニッポン放送） - ゲスト出演の際に豊富な昭和歌謡知識を披露しパーソナリティ・リスナーを唸らせたことをきっかけとして2013年2月以降、13時台の常連ゲストとして不定期出演。
- 半田健人のオールナイトニッポンGOLD〜昭和の歌よ、ありがとう〜（2025年4月30日、ニッポン放送）[35]

### テレビアニメ
- とーがね!おまつり部 第6話 - 最終話（2022年5月10日 - 6月28日、チバテレ） - 大神真也 役[36][37]
  - とーがね!クロニクル（2024年4月3日 - 6月26日）[38]

### OVA
- Prayersプレイヤーズ（2005年） - 主演・タスク 役

### ゲーム
- 仮面ライダーシリーズ（2003年 - 2023年） - 仮面ライダーファイズ 役
  - 仮面ライダー555（2003年12月18日、PlayStation 2）
  - 仮面ライダー バトライド・ウォーII（2014年6月26日、PlayStation 3・Wii U）
  - 仮面ライダーバトル ガンバライジング（2014年 - 2021年、アーケードゲーム） - 仮面ライダーファイズ / ウルフオルフェノク[39] 役
  - 仮面ライダー サモンライド!（2014年12月4日、PlayStation 3・Wii U）
  - 仮面ライダー バトライド・ウォー創生（2016年2月25日、PlayStation 4・PlayStation 3・PlayStation Vita）[40]
  - オール仮面ライダー ライダーレボリューション（2016年12月1日、ニンテンドー3DS）
  - 仮面ライダー クライマックスファイターズ（2017年12月7日、PlayStation 4）
  - 仮面ライダー クライマックススクランブル ジオウ（2018年11月29日、Nintendo Switch）
  - 仮面ライダーバトル ガンバレジェンズ（2023年、アーケード）

### 玩具
- COMPLETE SELECTION MODIFICATION FAIZGEAR（2016年9月） - 乾巧 / 仮面ライダーファイズ 役
- 仮面ライダー555 CSMファイズドライバーver2（2023年12月）
- 仮面ライダー555 CSMファイズエッジ（2024年3月25日）
- CSMカイザフォンXX（2024年9月13日）※『【blu-ray】仮面ライダー555 20th パラダイス・リゲインド 完全版』付属
- 仮面ライダー555 CSMファイズドライバーNEXT（2024年10月28日）
- 仮面ライダー555 CSMミューズドライバー（2025年11月）

### その他
- 大日本除虫菊 - ラジオCM『なな子と光三郎』作曲・編曲・ギター演奏（2020年）ACC (社団法人)#ACC_TOKYO_CREATIVITY_AWARDS クラフト賞 ラジオ&オーディオ広告部門 入賞[41]

## 音楽

### CDシングル
- かっこいいブーガルー（2006年12月20日、渚ようこ×半田健人名義）
  - カップリング曲として半田が作詞・作曲・編曲を手がけた「新宿、泪しらず」が収録されている。
- 十年ロマンス（2016年10月26日、作詞・作曲半田健人）

### CDアルバム
- せんちめんたる（2014年5月28日）
  - 昭和歌謡を強く意識したオリジナル・アルバム。
- HOMEMADE（2017年11月1日）
  - 「Justiφ's」のカヴァーを収録。
  - タワーレコード購入特典として「私鉄沿線みたいな歌」のCDが付属した。
- 生活（2018年5月30日）

### アナログ盤
- せんちめんたる（2014年5月28日）

## 著書
- 『たずねる　半田健人の歌謡曲対談集』本の雑誌社、2025年5月5日。ISBN 978-4-86011-603-3。[42][43]